# Айгер
Айгер (нім. Eiger) — гора заввишки 3970 метрів над рівнем моря у Швейцарських Альпах, одна з головних вершин Бернських Альп.
Разом з горами Менх та Юнгфрау, Айгер формує масивну стіну, яка нависає над Бернським високогір'ям (нім. Berner Oberland) та Швейцарським плато, і є одним з найвиразніших краєвидів Швейцарських Альп.
На відміну від багатьох інших вершин Бернських Альп, в адміністративному поділі гора повністю розташована в північному кантоні Берн, на півдорозі між містами Інтерлакен та Фіш. ЇЇ територія поділена між муніципалітетами Гріндельвальд та Лаутербруннен.
Будівництво на початку XX століття залізниці Юнгфрау, що поєднує перевал Кляйне Шайдегг у підніжжі північної стіни Айгера та Юнгфрауйох, сідловину між горами Менх та Юнгфрау, зробило цю територію однією з найвідвідуваніших в Альпах. Тунель залізниці проходить через Айгер і закінчується майже вертикально вниз під вершиною Менха, але на висоті бл. 3 300 м.н.м. В тунелі є дві проміжні станції з оглядовими вікнами, розташовані в Айгері.
Разом з Юнгфрау, Менхом та льодовиком Великий Алеч, Айгер є частиною природоохоронної території Юнгфрау-Алеч, частина якої з 2001 року включена до Світової спадщини ЮНЕСКО.

## Історія назви
Гора Айгер письмово згадується з XIII сторіччя, але щодо походження її назви однозначної думки немає.
Перша письмова згадка про гору датована 1252 роком — та є другою згадкою про швейцарські гори після Бічгорну (1233 р.). 24 липня 1252 року в договорі купівлі-продажу між Ita von Wädiswyl та пробством монастиря Інтерлакен межі земельної ділянки були описані словами «ad montem qui nominatur Egere» (лат.) (до гори, що зветься Айгер)., а ще через півстоліття Айгер був згаданий німецькою мовою у листі пожалування: «під Айгером».
У популярній літературі три гори іменуються Діва (нім. Jungfrau), Монах (нім. Mönch) та Огр (нім. Eiger), об'єднані у вигадану легенду, що діва тікає від зазіхань огра, а веселий монах стоїть між ними і її боронить. Ця вигадка відображена в карикатурах та листівках, які пропонуються туристам в регіоні.
У дослідженнях назву пов'язували з трьома основними версіями:
- латинським терміном acer, що означає «гострий» або «вершина»,
- давньоверхньонімецьким іменем Agiger або Aiger, який міг бути першим поселенцем під Айгером, а сама гора іменувалася Aigers Geissberg (Козяча гора Айгера) або просто Geissberg;
- раніше використовуваним німецьким написанням Heiger, яке могло постати з діалектного вислову «dr hej Ger»[2] (де hej означає високий, а Ger означало германський спис періоду Великого переселення народів), що описував вигляд гори.[2].

## Географія

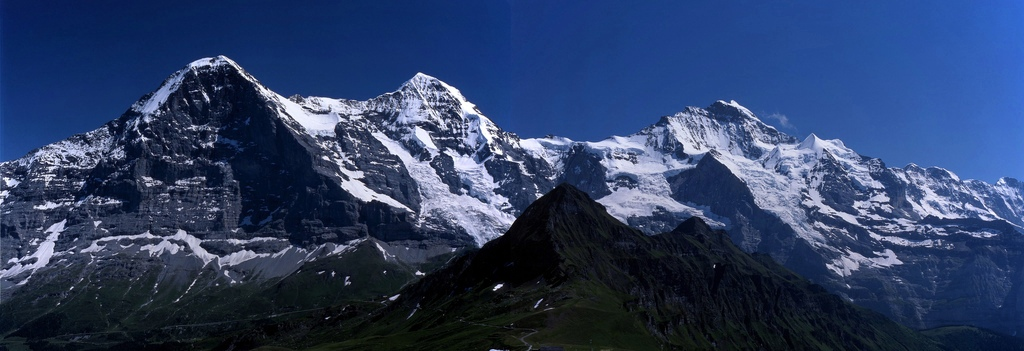
Айгер, Менх та Юнгфрау

Висота Айгеру — 3 970 м.н.м. Північний бік цієї гори є водночас найбільш східною та північною частиною гігантської гірської стіни, що височить над долинами Лаутербруннен та Гріндельвальд. Стіна завдовжки 10 км сформована поєднанням декількох з найбільших північних схилів Альп, а саме схилу Юнгфрау (4 158 м.н.м.), Менха (4 107 м.н.м.) та Айгера, та височить над долинами більш ніж на 3 км. Юнгфрау знаходиться від Айгера на відстані приблизно 6 км; а вершина Менха розташована між ними, на відстані 3,5 км від Юнгфрау. На схід стіна продовжується стіною Фішер, а на захід — стіною Лаутербруннен.
Північна стіна Айгеру — майже вертикальна поверхня заввишки 1 650–1 800 м (за різними оцінками), одна з найбільших північних стін Альп.), практично позбавлена снігу, а південна сторона межує з найбільш покритою льодовиками територією Альп.
З Тунського озера, та більшої частини кантону Берн, найбільше помітно Юнгфрау, яка є для них найближчою з вершин Бернського високогір'я; різниця висоти між верхівкою Юнгфрау та містом Інтерлакен (яке називають воротами до цього регіону) становить 3 600 м.

## Геологія
Айгер є частиною гельветичної системи, з якої в районі Тунського озера утворений покрив північної межі Альп. У пізній фазі альпійського орогенезу гельветичні вапнякові осади були зірвані зі свого кристалічного фундаменту і насунуті в північно-західному напрямку. Під час процесів складчасті при піднятті Альп вапнякові шари розламувались та утворювались окремості та складчасті системи, які пізніше були закриті осадами кальциту. Головні складові осадів — вапняки Крейдового періоду та юрського періоду (мальм), з мергелем та глинистим сланцем як заповнювачами.
На Айгері можна чітко побачити гельветичну складчастість з її пласкими шарами вапняку, що накладаються один на одного. Масив Айгер повністю складається з вапняку гельветичної зони та різко наповзає з півдня на шари флішу та моласи т. зв. Гріндельвальдської котловини. На південь від Айгера піднімається гірський масив Аар (нім. Aarmassiv) з іннерткірхського-лаутербруннського кристаліну, який частково покрив і осадові породи Айгера — в області гори Менх осадові породи зустрічаються зі старим кристалліном.

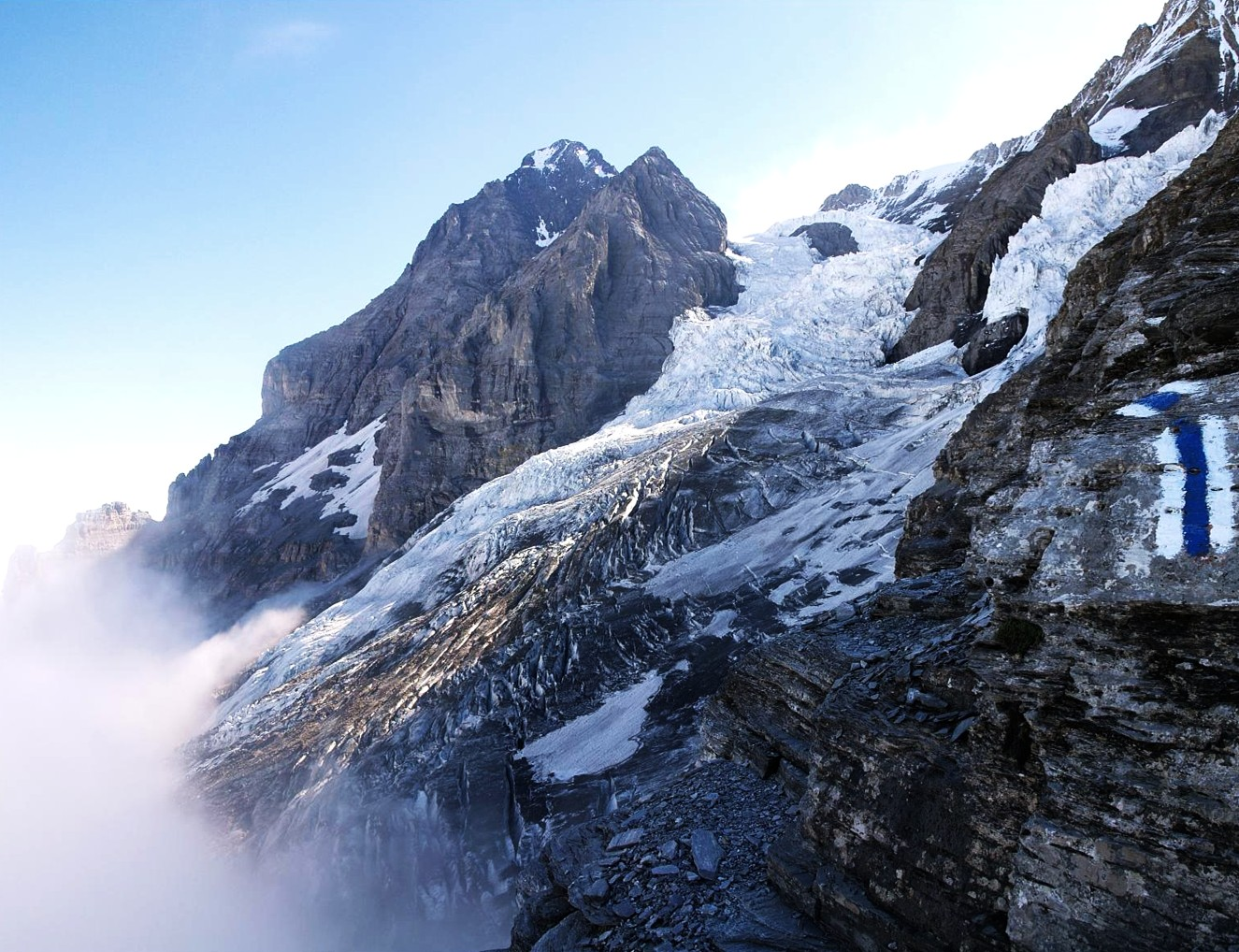
Вид на льодовик Айгер та вершину Малий Айгер

Вапнякові шари Айгера лежать на гнейсі та нахилені під кутом 60–70° на північ. Сучасна форма гори сформувалась під час льодовикових періодів. Під час Рісського гляціалу піднімалося аж до підніжжя північної стіни. Під час Останнього льодовикового періоду товщина льоду була на 200 м меншою. Рух льодовиків змінив вигляд регіону, в тому числі за рахунок тиску та ерозії. З відступом льоду змінилися характеристики тиску на породу, що вплинуло на процеси формоутворення. Айгер був з усіх боків оточений льодом, цим зумовлені досить однорідні і вражаюче «обтерті» сторони гори. При цьому, через свою експозицію північна стіна зазнала більшого впливу процесів абляції, таких як морозне вивітрювання.

### Зсув

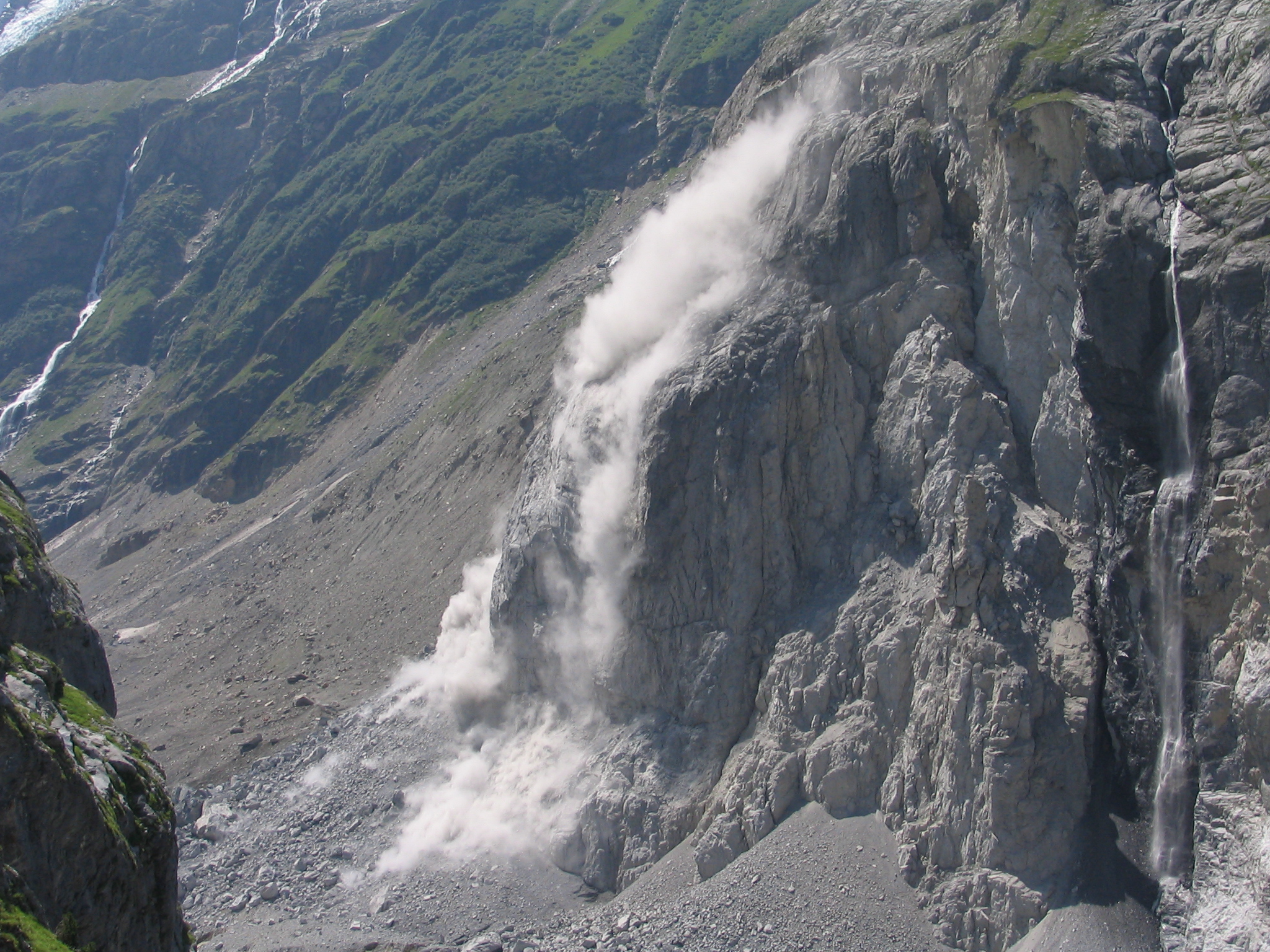
Менший обвал після великого обвалу на східному боці Айгера (21 липня 2006 р.)

У 2006 році було помічено, що на Айгері можливий великий зсув гірської породи, що викликало значний публічний інтерес. На східній стороні гори, під гребенем Міттельлегіграт, внаслідок руху каміння утворилася тріщина довжиною бл. 250 метрів та шириною до 7 метрів. Після цього гірська порода з зовнішньої сторони тріщини просідала на багато сантиметрів на день. Причиною такого відходу породи могло бути значне просочування талих вод у породу та/або нестабільність схилу внаслідок відступу льодовика знизу від місця зсуву через глобальне потепління. Спочатку після полудня 13 липня 2006 року обвалилася так звана «Айгерська Мадонна» — вузька скеля висотою 30 метрів та об'ємом до 600 м³. А в 19:24 того ж дня з гори на льодовик Нижній Гріндельвальд зсунулось 500 000 м³ гірської породи; над громадою Гріндельвальд, що розташована в долині під горою та льодовиком після цього декілька годин були помітні хмари пилу.
З того часу, за масою каміння (загальний об'єм бл. одного мільйона м³), яка відвалилася від гори, спостерігають дослідники Лозаннського університету. Згідно з їхніми спостереженнями, у період між липнем 2007 року і серпнем 2008 року маса, яка впала на льодовик, просунулась на 15 метрів по його площині, нахиленій на схід. Крім того, ця маса нахилилась на 2 градуси на північний схід. Відстань (провал) під горою та обвалом в серпні 2008 року склав 50 метрів. Окремі скелі постійно відриваються і падають у долину, але рух усієї маси загалом гальмує крига льодовика. Найбільш ймовірно, що обвал продовжить руйнуватись сам по собі.

### Діра Святого Мартіна
На східному гребені Айгера, що круто обривається в льодовик Нижній Гріндельвальд, на висоті бл. 2 500 м.н.м. існує отвір у скелі, названий «Дірою Святого Мартіна» на честь Святого Мартина Турського. Інша поширена назва цієї діри — Весела діра (нім. Heiterloch). Промені сонця, що проходять крізь отвір, двічі на рік падають на церкву в Гріндельвальді; це відбувається невдовзі по полудні в якийсь з днів між 26 та 28 листопада та між 13 та 15 січня. А між кінцем листопада та кінцем січня промені сонця через діру Святого Мартіна можна побачити з різних місць Гріндельвальда. За легендою діра утворилась, коли Святий Мартін випадково надто сильно стукнув палицею по Айгеру.

## Клімат, рослинність та тварини

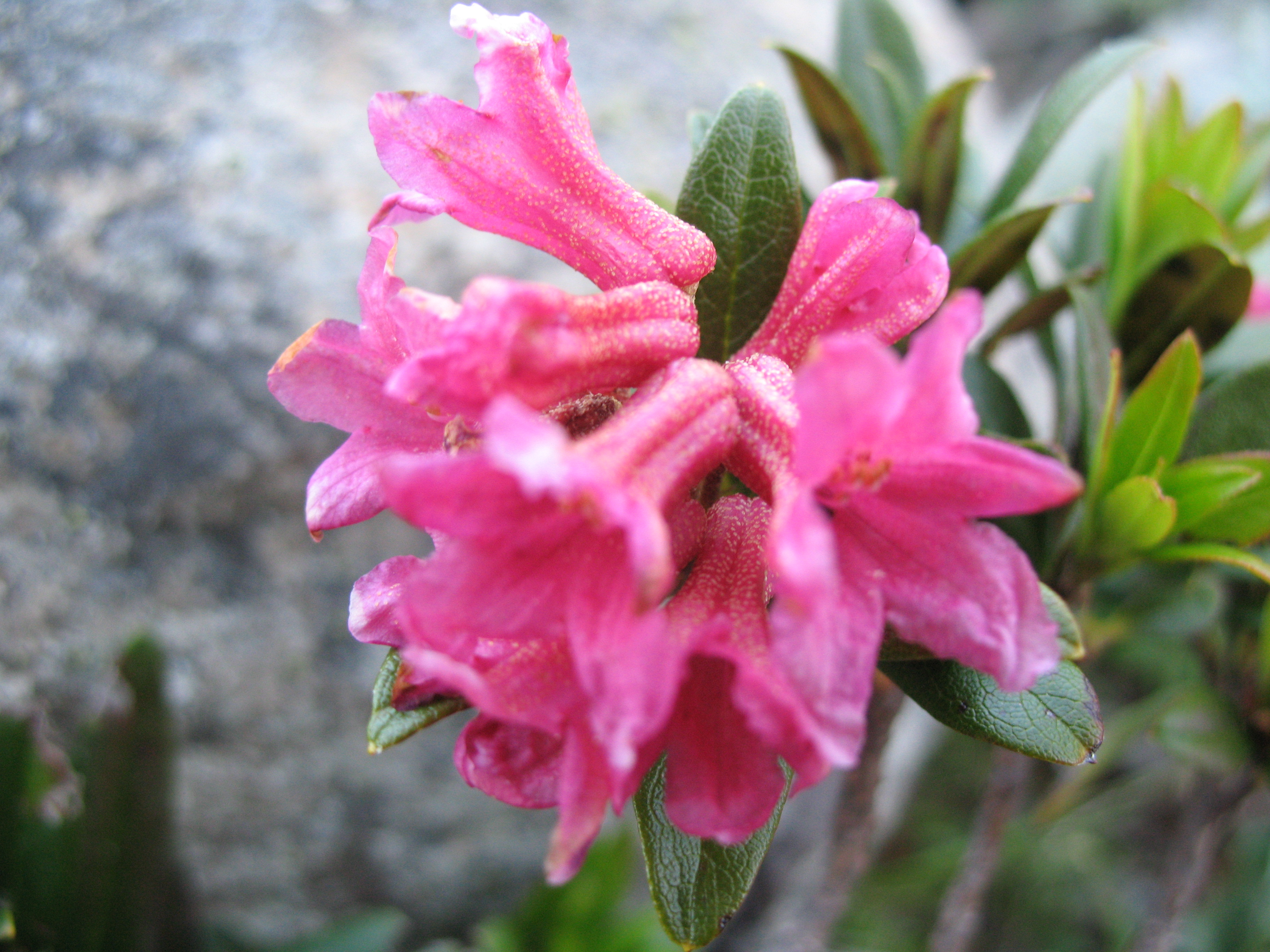
Рододендрон біля Фішеральп

В Північних Альпах, до яких належить і Айгер, клімат формується під впливом Атлантики, що означає відносно значні атмосферні опади з високою вологістю повітря та збалансованими змінами температури. Переважаючі західні повітряні потоки приносять до цієї частини Швейцарії відносно вологе та м'яке повітря, що спричиняє більш прохолодне літо, більш теплу зиму, та більшу кількість опадів в цілому. Клімат у Гріндельвальді (1 034 м.н.м.), що лежить у підніжжя гори, прохолодний (середньорічна температура 5,9 °C) та вологий ([середньорічна кількість опадів — 1 251 мм). На висоті 2 400 м.н.м. опади зростають до 3 000 мм на рік. Причина такої кількості опадів — гора стоїть фактично першою на шляху західних вологих атлантичних мас повітря, слугує їм бар'єром і більшість опадів випадає на її північно-західних схилах. Відповідно у південнішому, розташованому за цими горами кантоні Вале цей бар'єр забезпечує значно меншу кількість опадів. Середньорічна температура на Юнгфрауйох (3 580 м.н.м.) становить −7,9 °C.
З урахуванням цього вегетаційний період в долині становить 200 днів на рік, але зменшується з висотою і на висоті 2 400 м.н.м. становить лише 60 днів. Основа ґрунту складається з рендзинів, які сформувалися на багатому вапняком камінні Айгеру. Знаковим для цього типу ґрунту є слабкі базові значення PH, ґрунтовий горизонт з муля та слабка проникність вологи. На Айгері можна спостерігати такі вегетаційні пояси: передгірний — до 1 100 м.н.м., високогірний — до 1 600 м.н.м. (у залісненій частині — до 1 800 м.н.м.), субальпійський та альпійський — до 2 200 м.н.м..

### Рослинність

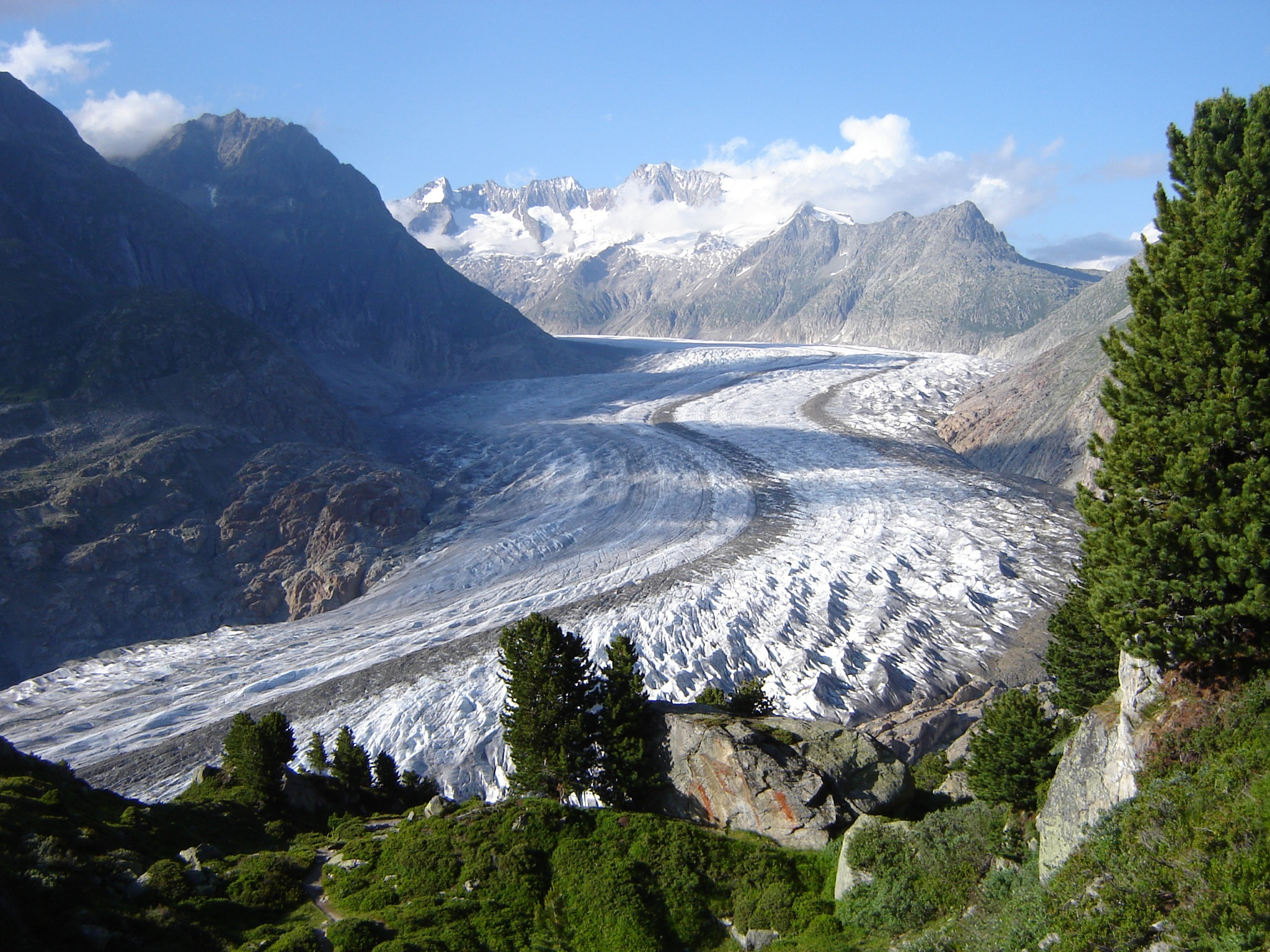
Ліс з європейського кедру довкола Алецьких льодовиків

У передгірному поясі довкола Гріндельвальда переважають багаті луки, що утворились на колись лісистих схилах внаслідок регулярного сільськогосподарського використання людиною. Серед найбільш поширених рослин на таких луках — геранієві, дзвоники, гірчак зміїний та бугила лісова. У високогірному поясі також переважають луки.
Ліс до висоти 1 400 м.н.м. складається з яворів та горобини. Вище на висоті 1 800–2 000 м.н.м. розташовані ліси з європейського кедру та ялини. Під цими деревами можна побачити орлики та любки, а також «альпійські троянди». Трохи нижче перевалу Кляйне Шайдегг у субальпійському поясі розташовані торф'яні болота, у яких ростуть пухівки та росички. На луках, розташованих у субальпійському поясі, що влітку використовуються як пасовища, можна побачити скереду та жовту конюшину, а на тих, де коров не випасають, понад лінією лісів утворились альпійські галявини. Місцеві рослини добре пристосовані до суворих умов гір, це і арніка, і едельвейс, і тирлич, і жовтий сон. На висоті понад 2 200 м.н.м., в області скельних уламків рослинність поступово зникає, а там, де сніг лежить цілий рік, взагалі відсутня.

### Тваринний світ

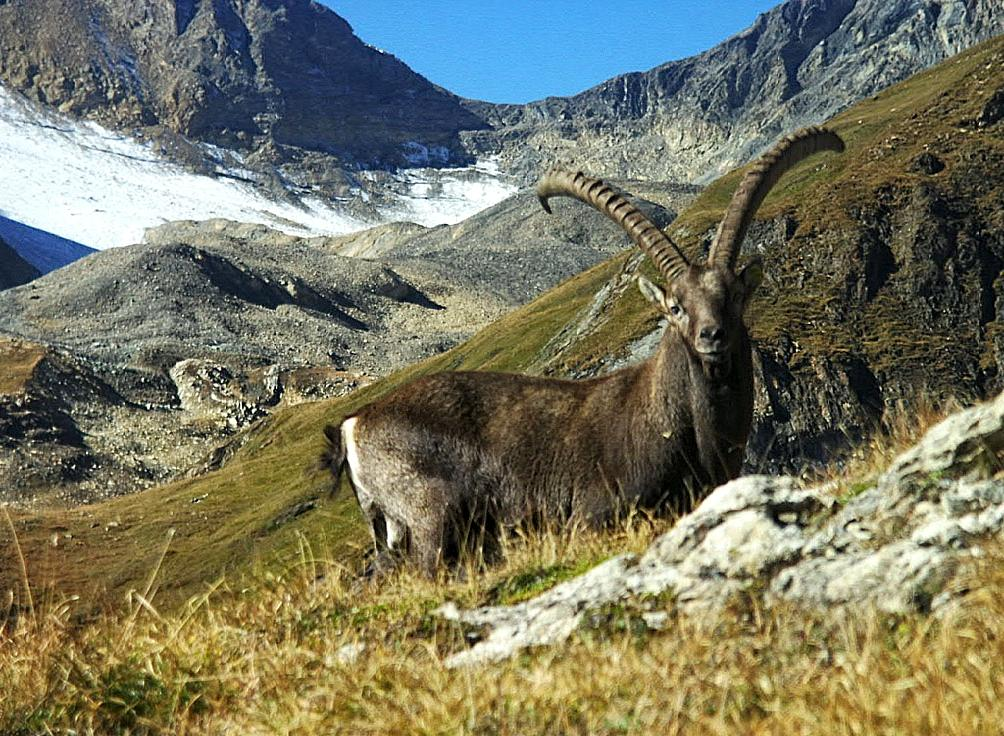
Козел в долині Льочентал

Тваринний світ довкола Гріндельвальду вивчався в рамках дослідницького проекту ЮНЕСКО Людина та біосфера між 1979 та 1983 роками. В нижній частині долини було знайдено 116 різних видів метеликів, серед яких білан жилкуватий (до 1 500 м), червонець Гелла (до 1 600 м.н.м.), синявець блакитний (до 1 900 м.н.м.), сонцевики (до 1 600 м.н.м.) та велика перламутрівка (до 1 800 м.н.м.). У високогірному поясі було зафіксовано 11 видів плазунів та земноводних, серед них саламандра альпійська, веретільниця ламка та жаба трав'яна. Всього було зафіксовано 101 вид птахів, серед них у лісах високогірного поясу — наприклад, тетерук та полярна куріпка. Ссавців налічується 30 видів. Сарну можна побачити переважно у змішаних лісах. Бабаки, козиці та альпійські козли поширені від висоти 1 600 м.н.м. та до альпійського поясу включно.
Подальші дослідження виявили 20 видів бабок та 28 видів прямокрилих.

## Альпінізм

### Історія підкорення
- 1858: 11 серпня. Перше сходження на Айгер було здійснено швейцарськими гідами Крістіаном Алмером та Петером Бореном та ірландцем Чарльзом Баррінгтоном по західній стороні.
- 1871: 14 липня. Перше сходження по південно-західному гребеню (В. А. Б. Кулідж, Мета Бревоорт, Крістіан Борен, Крістіан та Ульріх Альмери).
- 1890: перший зимовий підйом (Мід та Вудрофф з гідами Ульріхом Кауфманном та Крістаном Йоссі).
- 1921: 10 вересня. Перший підйом по гребеню Міттельлегі (Фріц Аматтер, Самуель Браванд, Юко Макі та Фріц Штойрі).
- 1924: Перший лижний підйом по льодовику Айгер.
- 1932: Перший підйом по маршруту Лаупера по північно-східній стіні.
- 1938: Перший підйом по північній стіні (Генріх Гаррер, Андреас Гекмайр, Фрітц Каспарек, Людвіг Верга).
- 1970: Перший лижний підйом по західній стороні (Сільвейн Саудан).
- 1991: Перший одиночний, зимовий та без болтів підйом по маршруту Метанойя на Північній стіні (Джефф Лоу).
- 2006: 14 червня: Франсуа Бон та Антуан Монтан здійснили перший швидкісний спуск з Айгеру (спідфлаінг).[27][28]

Північна стіна, яка вважається однією з найскладніших та небезпечних для підйому, була вперше підкорена в 1938 році австро-німецькою експедицією.
З часу першої спроби в 1934 році, не менше 65 альпіністів загинули при спробі підкорити північну стіну, через що вона отримала назву «вбивча стіна» (нім. Mordwand — гра слів з її німецькою назвою нім. Nordwand).

### Північна стіна

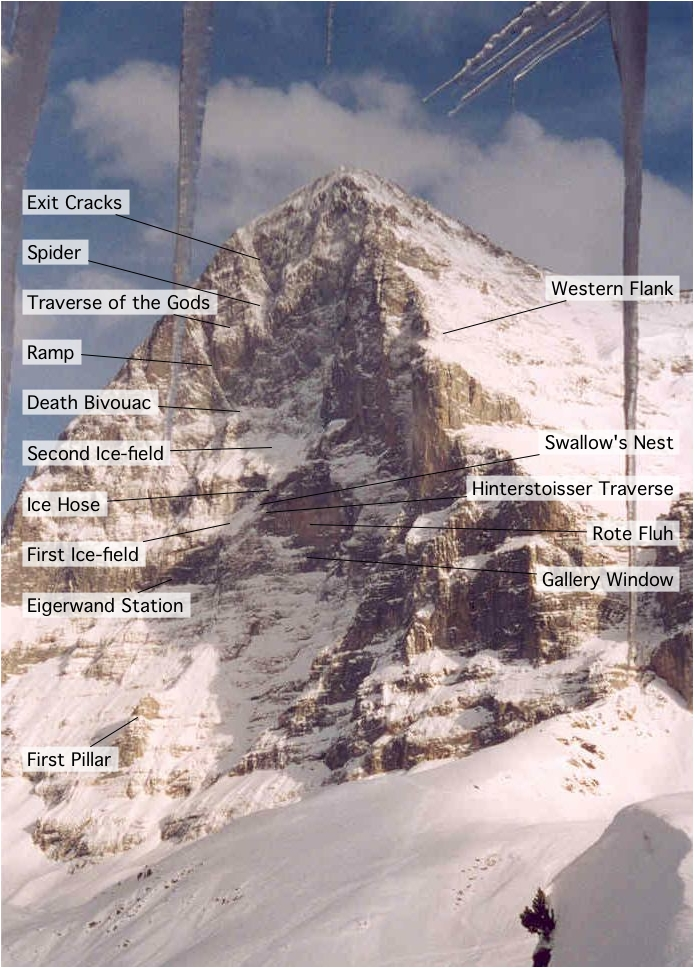
Північна стіна в зимовий період

Північна стіна Айгеру, майже вертикальна поверхня висотою бл. 1650 метрів, є однією з так званих великих північних стін Альп і вважається складною для підйому.
Вперше серйозно спробували піднятися по стіні три саксонця — Курт і Георг Левінгери та Віллі Бек. У 1934 році вони піднялися по стіні до відмітки 2 900 м.н.м., однак припинили спробу через обвал. Через рік внаслідок снігового шторму на стіні загинули Карл Мерінгер та Макс Зедельмаєр.
А в 1936 році розгорнулась відома драма (пізніше описана в літературі та фільмах). Спробу піднятися на стіну планували зробити 10 альпіністів, однак з огляду на погані природні умови та загибель одного з них при тренувальному підйомі, більшість відмовилися, а чотири альпіністи — Едуард Райнер, Віллі Ангерер, Андреас Гінтерштойсер та Тоні Курц, вирішили здійснити спробу при начебто непоганій погоді. Після першого дня підйому Ангерер був поранений падаючим камінням, а погода почала погіршуватися, вони вирішили повернути назад, однак не змогли подолати складний траверс (звідки на шляху вгору забрали мотузки) і попали у раптовий крижаний шторм. Через погодні умови рятувальники не могли їх постійно бачити і дістатися до них. Після шторму, останній живий з них — Тоні Курц, не зміг достатньо спуститись на свої мотузках і помер буквально в декількох метрах над рятувальниками.
Трагічні спроби підйому в 1930-ті роки викликали значну критику, в першу чергу в Швейцарії та Англії. Частково критика була спрямована на правлячий в той час в Німеччині нацистський режим, чия пропаганда з радістю оповідала про успіхи німецьких та австрійських альпіністів. Заклик підкорити Північну стіну «заради націонал-соціалістів» спонукав багато альпіністів з цих країн, які у разі успіху могли розраховувати на своє прославлення та покращення життя. І хоча у відповідь на критику, влада кантону Берн в 1936 році заборонила підйоми по Північній стіні Айгера, заборона була скасована, тому що це не було юридично обґрунтованим.

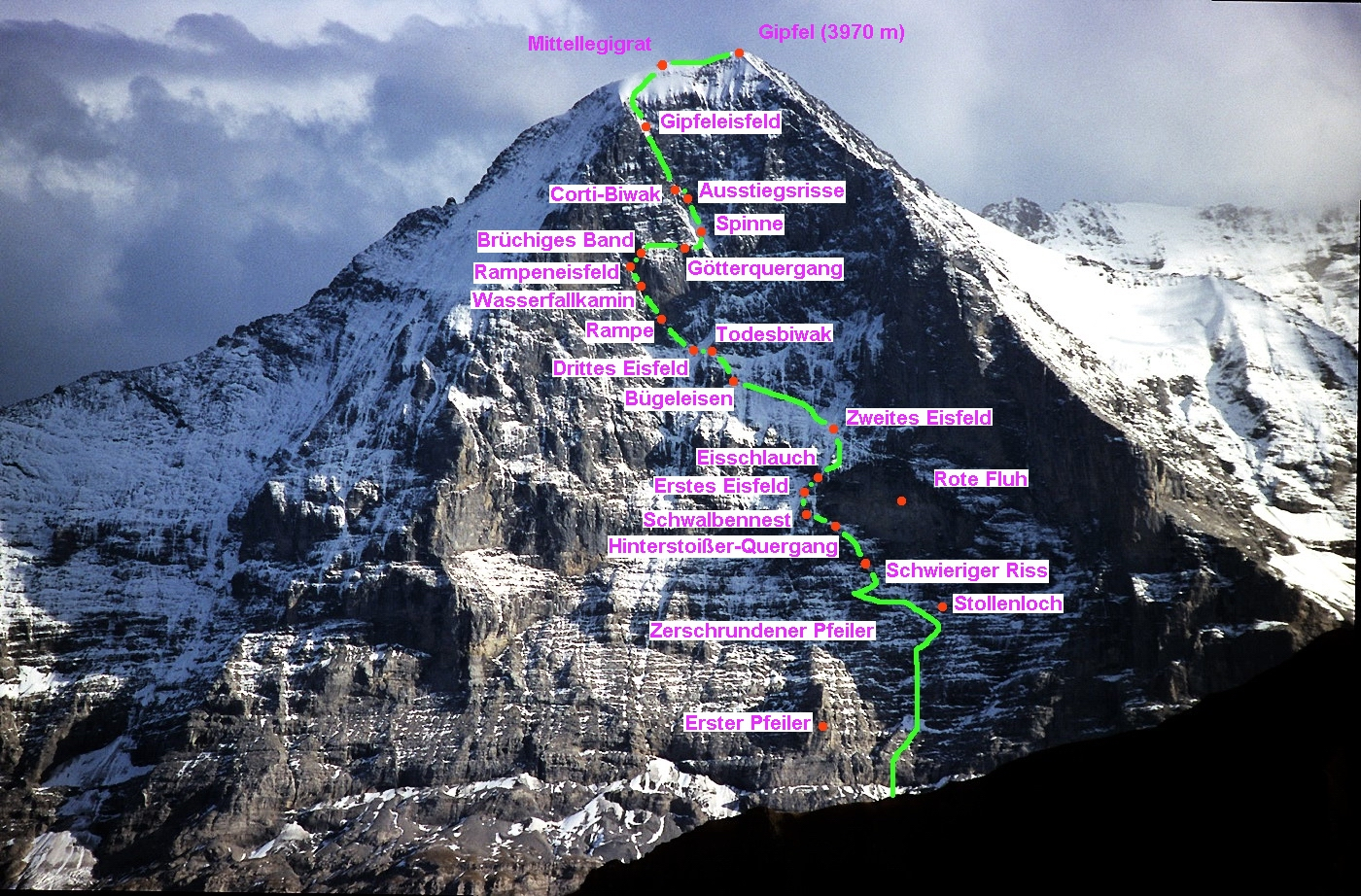
Маршрут Хекмайра

Вперше північна стіна Айгеру була підкорена 21–24 липня 1938 року Андерлем Гекмайром (нім. Anderl Heckmair), Людвігом Вергом (нім. Ludwig Vörg), Гайнріхом Гаррером (нім. Heinrich Harrer) та Фріцем Каспареком (нім. Fritz Kasparek).
В 1950 році стіна була вперше підкорена менше ніж за одну добу (18 годин) австрійцями Лео Форстлехнером та Еріхом Вашаком. Перше одиночне підкорення гори по маршруту Хекмайра здійснив швейцарець Мішель Дарбелле в 1963 році. А ще через рік стіну підкорила перша жінка — мешканка Мюнхену Дейза Фоог.
В лютому 2008 року Улі Штек виліз по стіні за рекордний час — 2 години 47 хвилин. Рекорд по командному підйомі належить швейцарцям Данніелю Арнольду та Штефану Руоссу — 6 годин 10 хвилин (лютий 2008 р.).
Частина стіни ближче до верхівки називається «Білий Павук», оскільки покриті снігом тріщини у льодовій поверхні нагадують павука. Харрер використав цю назву як назву своєї книги про своє вдале підкорення стіни (нім. Die Weisse Spinne). Протягом їх підйому, під час проходження «Білого Павука» на них зійшла лавина, однак всі чотири альпіністи мали достатньо сил, щоб утриматись на поверхні стіни.
З часу першого підйому, північною стіною піднімались багато разів. Сьогодні вона вже вважається складною більше через небезпеку обвалів та зменшення льодових полів, ніж через технічну складність. Альпіністи все частіше обирають зимові підйоми, коли стіна зміцнена кригою.
Станом на серпень 2008 р. по Північній стіні на вершину налічувалось 33 маршрути. Найбільш відомим та класичним з них є маршрут Хекмайра, шлях першопрохідця. Загальна важкість маршруту визначається як надзвичайно важкий (AS), а для скелелазіння повинен бути підкорений V ступінь важкості. При звичайних умовах цей маршрут триває 2–3 дні. Через численні обходи підйом по стіні висотою 1 650 метрів займає 4 кілометри.

### Маршрути на Айгер

#### Стандартний маршрут
Стандартний маршрут по західному схилу починається на станції «Льодовик Айгер» залізниці Юнгфрау. Похід триває від 9 до 12 годин. Протягом підйому/спуску в нормальних умовах складність скелелазіння становить до II ступеня, а середній нахил — 40°–45°. В разі складних снігових умов, складність скелелазіння може зрости до III ступеня. Далі маршрут прямує північною стороною від примітного кулуара по камінню та полях фірну, потім довкола виступу в південному напрямку та на велике плече західного гребеня, по якому походить останній відрізок маршруту. Шлях маркований штангами, які також можуть використовуватись для страховки.

#### Віа Феррата на Ротшток
З літа 2000 року облаштована віа феррата на Ротшток (2 669 м.н.м.), дочірню вершину Айгера над станцією «Льодовик Айгер». Підхід до неї починається також зі станції «Льодовик Айгер», звідки слід пройти частину маршруту по Тропі Айгер в напрямку Ротшток. На відмітці 2 400 м.н.м. починається захист сталевими канатами. Шлях полегшений залізними сходами у скелі, а сама ця віа феррата вважається досить легкою за шкалою складності. Весь маршрут з підйомом та спуском триває бл. трьох годин.
Цікаво, що в 1899–1903 рр. на Ротшток вже вела віа феррата. Її вихідним пунктом була тимчасова станція Ротшток залізниці Юнгфрау (2 520 м.н.м.). До цього часу ще можна у камені побачити витесані сходинки і залізні сходи. Решта віа феррати була видалена при зйомках останнього фільму Луїса Тренкера «Його найкращий друг» (1962 р.).

#### Гриб

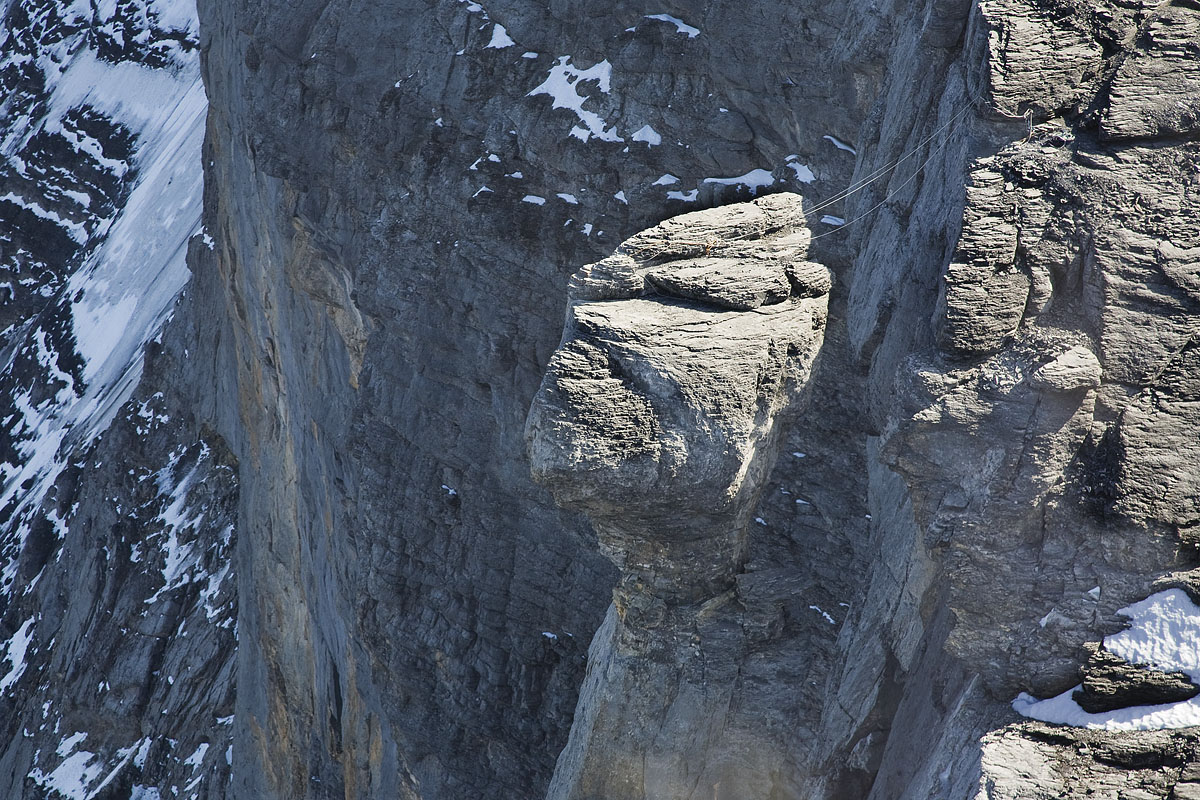
Вид з західного гребеня на виступ Пільц (з нім.гриб) та північну стіну

На відстані трьох метрів від західного гребеня є окремостоячий 12-метровий кам'яний палець (3 219 м.н.м.), що нависає над західною стороною північної стіни; він має назву Пільц, тобто Гриб. Першим на «Грибі» в 1876 році начебто побував Річард М.Баррінгтон, брат першого підкорювача Айгера. Відповідно до гіда Петера Борена Баррінгтон посперечався, що він дострибне з західного гребеня до Пільца. Однак інші свідчення цієї оповіді відсутні.
Сьогодні на Пільц веде скелелазний маршрут зі Штолленлоху (Чарівний Гриб, важкість: 7c+). Його також полюбляють бейс-джампери, які звідси стрибають з парашутом донизу. Першими з них були в 2000 році швейцарець Улі Ґегеншатц та австрієць Ганс Арх.

#### Інші популярні маршрути на вершину Айгера
Наведені маршрути є популярними при сходженні на Айгер:
| Маршрут                                       | Важкість                   | Тривалість (годин)  | Вихідний пункт                                |
| --------------------------------------------- | -------------------------- | ------------------- | --------------------------------------------- |
| Гребінь Міттеллегі (північно-східний гребінь) | S (важкий), III            | 4-5 (від прихистку) | Прихисток нім. Mittellegihütte (3 355 м.н.м.) |
| Південний гребінь                             | ZS (досить важко), III     | 5-6                 | Прихисток нім. Mönchsjochhütte (3 657 м.н.м.) |
| Південно-західний гребінь                     | ZS                         | 6-8                 | Станція «Льодовик Айгер» (2 320 м.н.м.)       |
| Південно-східна стіна                         | SS (Дуже важко)            | 10-12               | Станція «Айсмеер» (3 159 м.н.м.)              |
| Західний гребінь                              | AS (Надзвичайно важко), VI | 9-11                | Станція «Льодовик Айгер»                      |
| Західна сторона (стандартний маршрут)         | ZS, до III, частіше II     | 9-12                | Станція «Льодовик Айгер»                      |

## Транспорт та будівництво
Протягом років довкола Айгера відбувались будівельні роботи. Від неодноразово планованого будівництва транспорту на Айгер врешті-решт відмовились, однак всі станції залізниці Юнгфрау знаходяться на території Айгера, крім власне кінцевої станції Юнгфрауйох. Також на підступах до Айгера побудовано три гірських прихистки.

### Залізниця Айгер

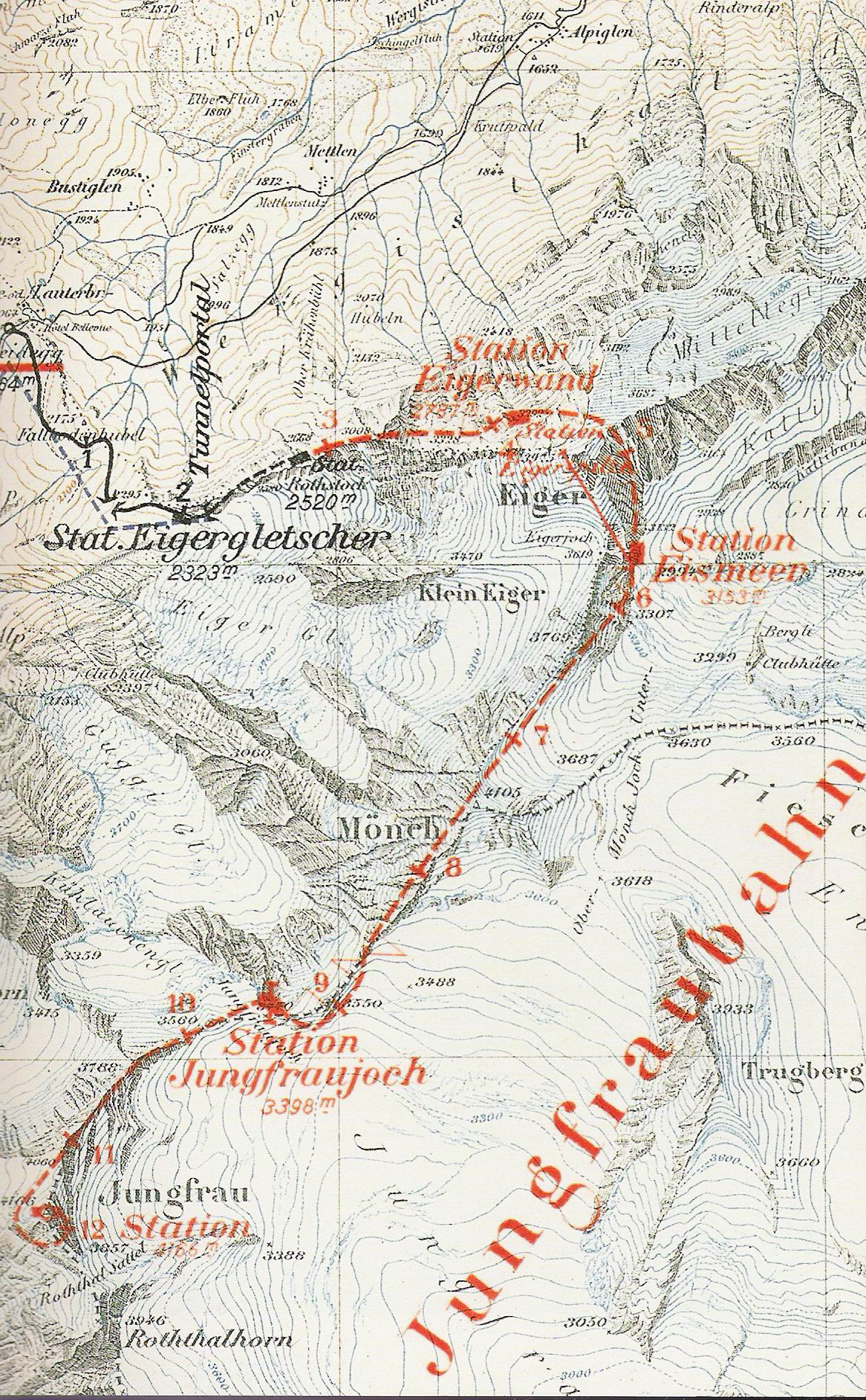
План підйомника на Айгер 1903 року

Паралельно з планами щодо залізниці Юнгфрау керівники Залізниці Бернського Високогір'я Еміль Штруб та Ганс Штудер мали наміри спорудити поєднання з зубчастої залізниці та канатної дороги, маршрут якого б пролягав від Кляйне Шайдегг через льодовик Айгер на вершину. Для цього проекту була навіть випущена пропозиція для концесії на початку 1892 року. При цьому, проект напряму конкурував з проектом залізниці Юнгфрау інженера Моріса Кохліна, що був врешті решт прийнятий, але не реалізований. Коли цюрихський промисловець Адольф Гаєр-Целлер представив новий проект залізниці Юнгфрау, проект залізниці Айгер опинився під загрозою, оскільки обидва проекти на початку передбачали одну колію від Кляйне Шайдегг через льодовий Айгер. Обидва планувальники хотіли швидко продати свою концесію акціонерам залізниці Венгернальп, щоб швидко розпочати будівництво. Акціонери вище оцінили проект залізниці Юнгфрау і майбутні прибутки від нього, тому відмовились від пропозиції по залізниці Айгер. Однак два власники проекту залізниці Айгер отримали віл Гаєра-Целлера по 15 000 франків компенсації, а Штраб ще й став першим директором Товариства Юнгфрау.
Після відкриття станції «Стіна Айгер» в 1903 році, Товариство Юнгфрау оголосило ще одну пропозицію щодо концесії на будівництво гілки від запланованої станції «Айсмеер» на Айгер, а саме канатної дороги від Айсмеер через перевал Айгерйох на вершину Айгер. Однак Федеральна рада Швейцарії погоджувалась на цей план лише за умови, що сама залізниця Юнгфрау більше не буде будуватись в напрямку Юнгфрау, на що товариство відмовилось пристати і скасувало плани щодо Айгеру.
До останньої спроби побудувати шлях на Айгер вдалися самі мешканці Гріндельвальду. Вони хотіли побудувати канатну дорогу від льодовика Нижній Гріндельвальд до Айсмеер, але проєкт так і не був реалізований.

### Залізниця Юнгфрау

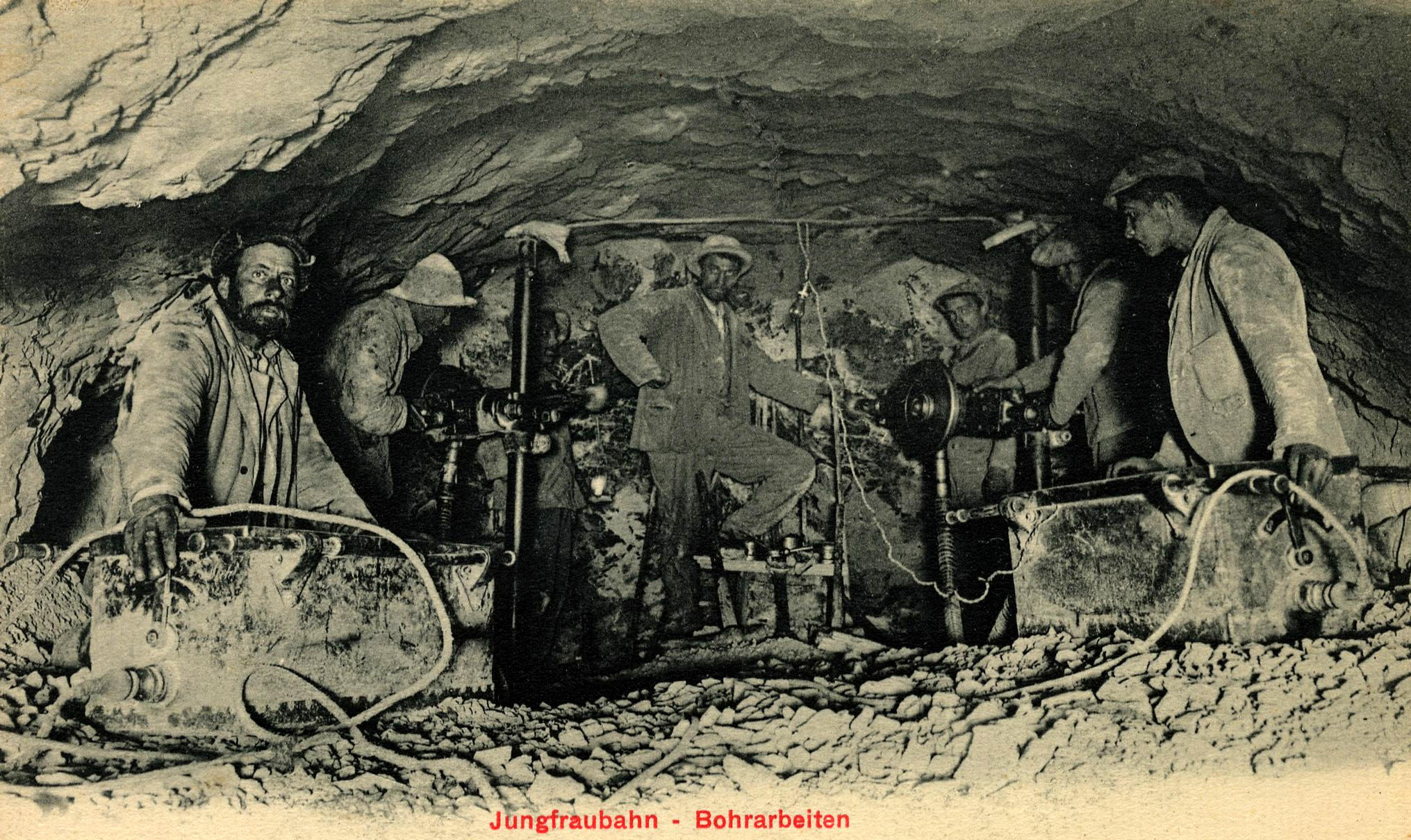
Гірські роботи (буріння) при будівництві залізниці Юнгфрау (1900)

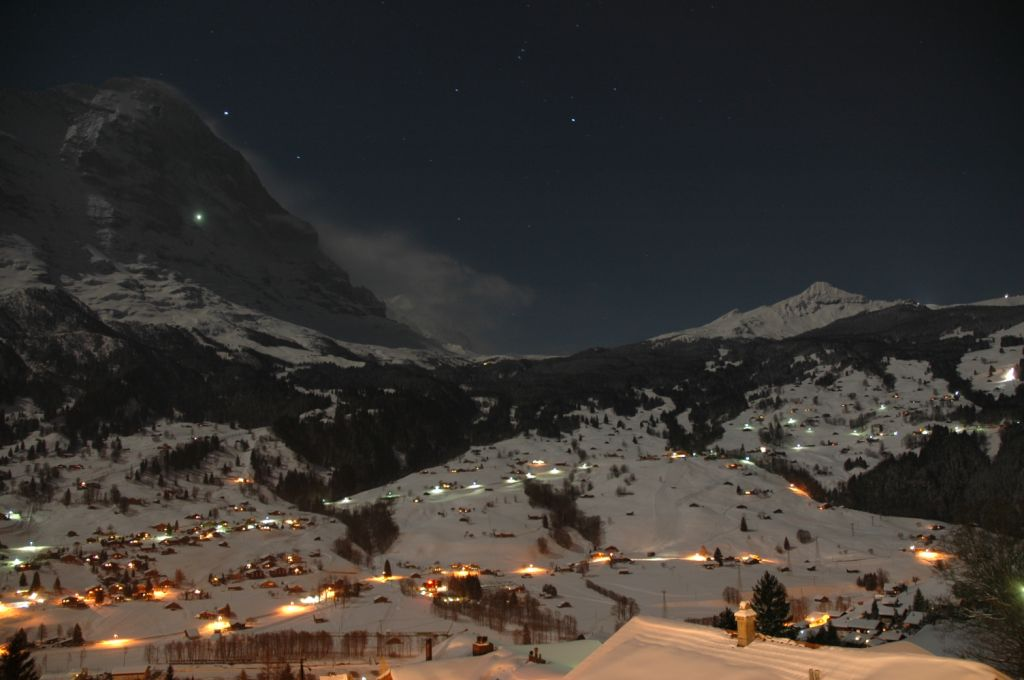
Айгер та оточення вночі. На північній стіні можна побачити світло від станції «Стіна Айгер»

Залізницею Юнгфрау (довжина 9,3 км) курсують потяги від перевалу Кляйне Шайдегг через скельний тунель до найвищої в Європі залізничної станції Юнгфрауйох (3 454 м.н.м). Сама сідловина Юнгфрауйох є найнижчою точкою між горами Юнгфрау та Менх.
Перші шість кілометрів та чотири станції розташовані на Айгері. Потяг в гору відходить від перевалу Кляйне Шайдегг (2 061 м.н.м.), розташованого у підніжжя Айгера, і до якого можна дістатися потягами з селища Гріндельвальд або з селища Лаутербруннен через с. Венген. Спочатку потяг іде до станції «Вокзал льодовик Айгер» (2 320 м.н.м.), після чого в'їжджає до тунелю в Айгері. До прибуття на Юнгфрауйох (сама станція фактично знаходиться в горі Менх), потяг двічі зупиняється на декілька хвилин — на станціях Стіна Айгер (в північному схилі Айгера, 2 865 м.н.м.) та Айсмеер (букв. «льодове поле», на південній стороні, 3 159 м.н.м.), де пасажири можуть крізь вікна в скелі подивитися назовні. Дорога триває 50 хв. вгору та 35 хв. вниз (бо без зупинок). Між станціями Кляйне Шайдегг та Стіна Айгер спочатку була ще станція Ротшток (2 520 м.н.м.), яка однак після відкриття інших станцій втратила своє значення та більше не використовується в регулярному режимі.
В цілому колія залізниці проходить повз сім штучних отворів у скелі Айгера. Перший — вхід до тунелю з льодовика Айгер, вхід на станції Ротшток, вибухова діра в Північній стіні (утворилася внаслідок випадкового вибуху 30 тонн вибухівки) та отвір Штолленлох, відомий в історії альпінізму, також у Північній стіні. Цей отвір і зараз важливий для альпінізму — він функціонує як вихід на стіну, і як аварійний вхід/вихід, і використовується для рятувальних операцій. На станції Стіна Айгер є два виходи: один недалеко перед станцією та один безпосередньо на станції. Найвищий отвір — на станції Айсмеер.

### Прихистки
Біля місцини Unteres Challiband у скелях Айгера є печера, яка була вперше описана в 1828 році Каспаром Рордорфом і ймовірно є першим «прихистком» на Айгері. Вважається, що Рордорф і сам в ній переночував. В печері знайдені надряпані ініціали «CA», які на думку місцевого історика Гріндельвальду Рудольфа Рубі належать гіду Крістіану Альмеру — учаснику експедиції, яка вперше підкорила Айгер.
В 1869 році був відкритий прихисток нім. Berglihütte (3 299 м.н.м.) на скелях Берглі на Айсмеері, що став першим прихистком на південний схід від Айгера та восьмим прихистком Schweizer Alpen-Club. Будівлю спочатку зібрали в долині, а вже потім перенесли на її місце. В 1883 та 1903 рр. будівля вимушено замінювалась на нову, покращену. З 1979 року, коли почав працювати прихисток нім. Mönchsjochhütte, ця будівля, до якої важко добратися, втратила своє альпіністське значення.
Першопроходець гребеня, Міттеллегі Макі Юко, подарував 10 000 франків, щоб за них було побудовано надійний прихисток для наступних підкорювачів гребеню (Макі та його супутники були вимушені ночувати на гребені незахищені у наметах). За ці кошти в 1924 році був побудований прихисток нім. Mittellegihütte (3 355 м.н.м.). Через 62 роки його реконструювали зі збереженням оригінального вигляду. З огляду на те, що у прихистку часто не вистачало місць, в декількох метрах від нього була збудована сталева конструкція, в якій могли переночувати ще 12 альпіністів. Наразі ця конструкція використовується як холодний бівуак, коли сам прихисток зачинений. Таким чином загальна кількість місць становить 30. У 2001 році «Гріндельвальдське об'єднання гірських гідів» (нім. Grindelwalder Bergführerverein) побудувало новий прихисток з 36 місцями для ночівлі, спільною кімнатою відпочинку і кухнею. А стара будівля за допомогою вертольоту була цілком перенесена до музею біля станції «Льодовик Айгер».
До століття заснування «Гріндельвальдського об'єднання гірських гідів» на північно-східних схилах гребеня Міттеллегі було зведено прихисток нім. Eiger-Ostegghütte (2 317 м.н.м.).

## Популярна культура та реклама
Айгер знайшов різноманітне відображення у популярній культурі та рекламі.
З туристичною метою назва гори в першу чергу використовується муніципалітетом Гріндельвальд: туристи можуть пройти тропою Айгер від станції Льодовик Айгер залізниці Юнгфрау під Північною стіною до станції Альпіглен залізниці Венгернальп.
Була створена торгова марка Eigerness (Айгернесс) для кращого просування особливостей Гріндельвальду та його оточення.
Була розроблена концепція так званого гірського фестивалю Тиждень Айгер live, який надавав можливість ближче ознайомитись з горами, гірськими видами спорту та природою. В рамках цього тижня в 2008–2010 рр. вручали Нагороду Айгер, яку організатори хотіли перетворити в «Оскар в гірських видах спорту». Нею нагороджували людей, які стали знаменитими серед широкого загалу завдяки своїм альпіністським досягненням. Нагорода була вручена Улі Штеку (2008 р.), Сімоне Моро (2009 р.), Денису Урубку (2009 р.) та Марко Прежелі (2010 р.). У 2011 році нагороду не вручали через фінансові проблеми.
Крім того, назву гори використовують багато місцевих ділків, численні виробники товарів для гірських видів спорту і продуктів, якимсь чином схожих за темою, як от обладнання для скеледромів чи рибальські чоботи.

## Галерея видів

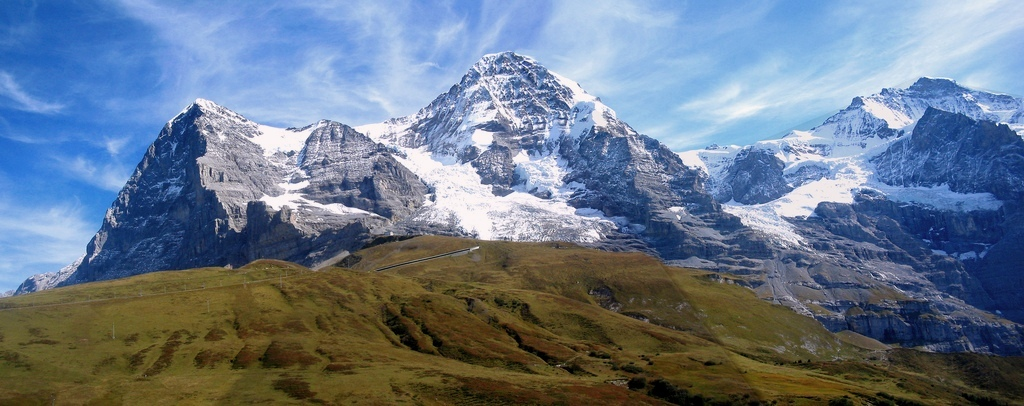
Панорама від Меннліхену: Айгер, Менх та Юнгфрау (зліва направо)
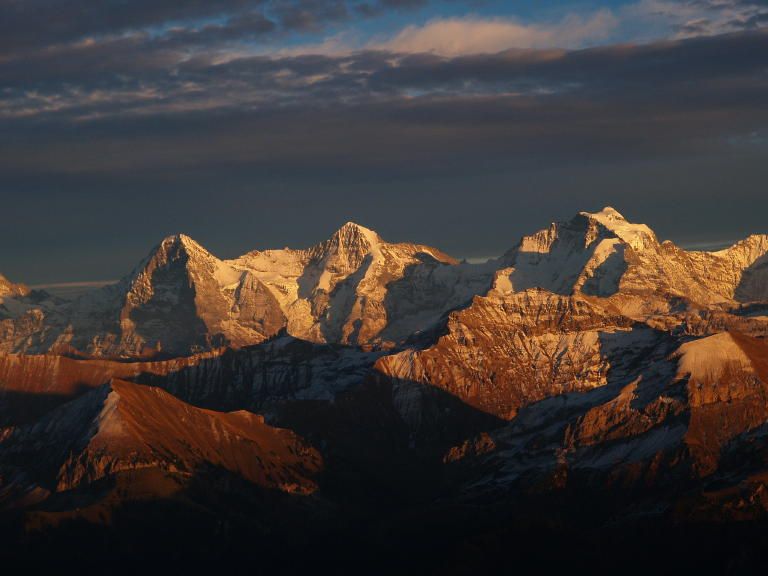
Айгер, Менх та Юнгфрау на вечірній зорі
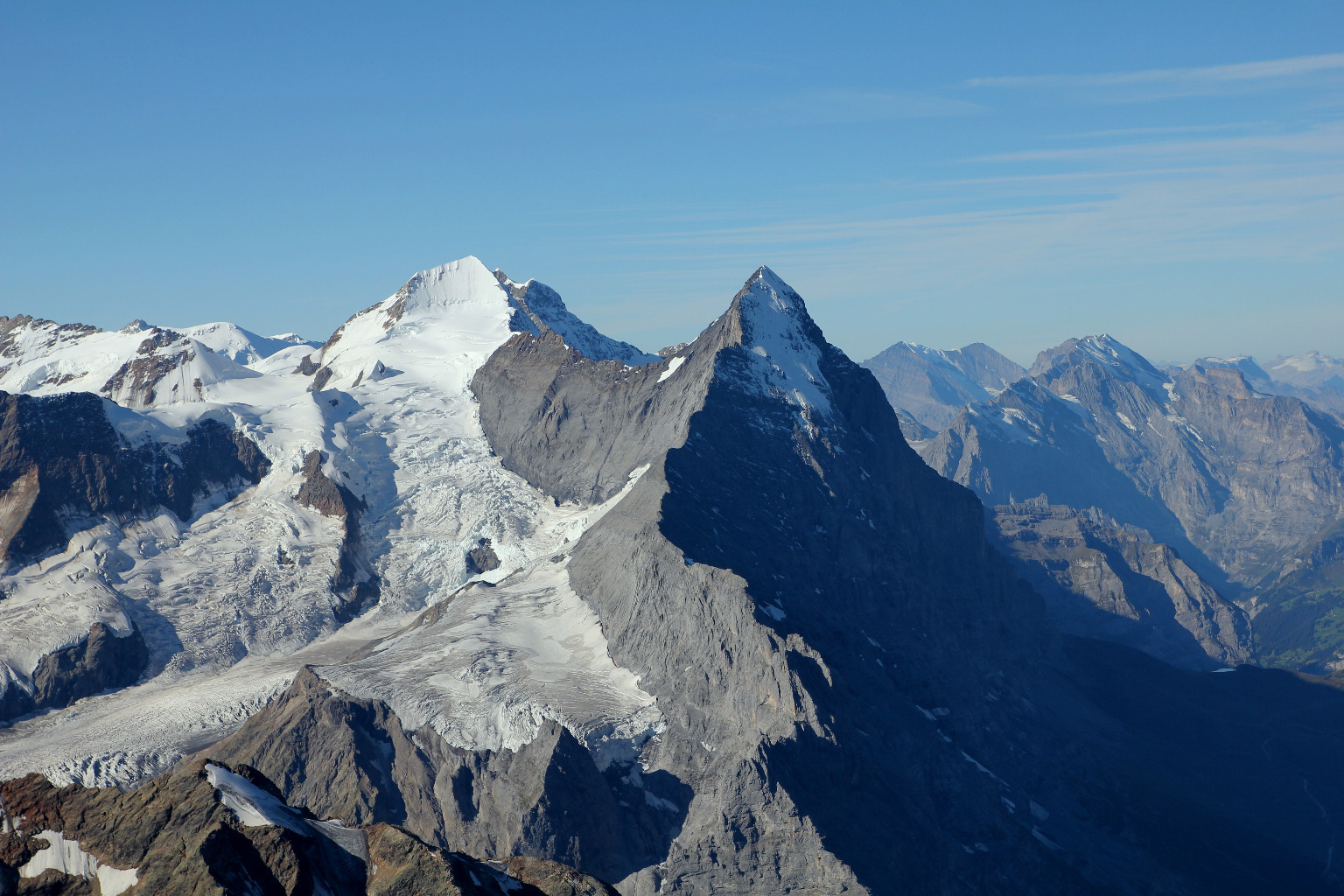
Вид на гребінь Міттеллегі з гори Веттергорн
Детальна мапа Айгера